# Enrico Rossi (wielrenner)
Enrico Rossi (Cesena, 5 mei 1982) is een Italiaans voormalig wielrenner. Hij is de broer van wielrenster Vania Rossi, die een relatie heeft met Riccardo Riccò.
In september 2010 werd Rossi, samen met vier anderen (apotheker, verpleegkundige, amateurwielrenner en sportjournalist), door de Italiaanse anti-dopingbrigade NAS opgepakt op verdenking van handel in dopingproducten.

## Overwinningen
2007
- 5e etappe Ronde van Slovenië

2008
- Memorial Marco Pantani
- Puntenklassement Ronde van Slovenië

2009
- 1e etappe Ronde van de Sarthe

2010
- Dwars door Drenthe

2012
- 2e etappe Ronde van Griekenland
- 5e etappe Ronde van Griekenland
- 1e etappe Ronde van Slowakije
- 4e etappe Ronde van Slowakije
- Eindklassement Ronde van Slowakije
- 2e etappe Ronde van Servië
- 1e etappe Ronde van Padanië

## Resultaten in voornaamste wedstrijden
| Jaar | Milaan-San Remo | Parijs-Brussel |  | Wereldranglijsten |
| ---- | --------------- | -------------- |  | ----------------- |
| 2008 | 22e             |                |  |                   |
| 2009 | 8e              |                |  | 120e (UWK)        |
| 2010 |                 | 6e             |  |                   |

Boesjko (stagiair) · Bruson · Camussa · Cannone · Colo (stagiair) · D'Amore · Di Lorenzo · Di Silvestro · Genovesi · Lanzoni (stagiair) · Maisto · Reda · Ricciardi · Rossi · Signego · Tizza · Zagorodni
Ackermann · Beuret · Camussa · Cannone · Cattaneo · Corsini · Giuliani (stagiair) · Maisto · Nosotti · Piemontesi · Reda · Rizzi · Rossi · Schubert · Signego · Tizza · Trafelet · Zagorodni · Zamperdi (stagiair)